# Testvériség
Testvériség – „Kézirat a szabadkőművesek számára” alcímmel Kolozsváron jelent meg mint a János-rendi Szövetség lapja, 1931 áprilisától 1936 októberéig (1933. januártól Humanitas címmel).

## Szerkesztői, tartalma
A július és augusztus kivételével havonta megjelenő lapot „az Unió páholy tagjaiból delegált szerkesztőbizottság” szerkesztette. Felelős szerkesztője Mezei Sándor, halála után, 1933-tól Mezei Gyula (nevük a lapon nem szerepel). 1934 februárjától a fedőlapon a „Cenzurat” jelzés is olvasható.
Tartalmát magyar, román és német nyelven a fedőlapon adja meg, írásai azonban csak magyar nyelvűek. Ezek szerzői foglalkoznak a szabadkőművesség céljával, történetével, bemutatnak néhány belföldi és külföldi páholyt, rendre beszámolnak a belföldi páholyok (Unió – Kolozsvár, Aurora, Traian és Zu den dir Zaeulen – Brassó, Concordia – Arad, Bethlen Gábor – Marosvásárhely, Bihar – Nagyvárad, Pax – Temesvár, Arbeit – Bukarest, Kölcsey – Szatmárnémeti, Tisza – Máramarossziget, Hunyad – Déva) munkájáról, leveleket, felhívásokat közölnek a főmestertől, nekrológot az elhunyt tagokról (így Bakonyi Kálmánét az 1933-ban elhunyt Mezei Sándorról). Állandó rovatai a Hírek a nagyvilágból és a Belföldi szabadkőművesség.
Időnként közölt a Testvériség szépirodalmat is: verseket Bárd Oszkártól (B. O. betűjeggyel), Endre Károlytól, Móra Ferenctől, Szentimrei Jenőtől, Goethétől, Rudyard Kiplingtől, ismertető cikket bel- és külföldi művészekről, írókról, politikusokról, a kulturális élet képviselőiről.